# Carlo Maria Pintacuda
Carlo Maria Pintacuda (Firenze, 18 settembre 1900 – Buenos Aires, 8 marzo 1971) è stato un pilota automobilistico italiano.

## Biografia
Nato a Firenze, è stato uno dei più grandi piloti della cosiddetta “Scuola Fiorentina” insieme a Emilio Materassi, Gastone Brilli-Peri, Clemente Biondetti e Giulio Masetti.
Detto "il Pinta" è stato uno dei seguaci della cosiddetta “Scuola Fiorentina” e annovera tra i successi più importanti le Mille Miglia del 1935 e del 1937 e la 24 Ore di Spa 1938.

### Gli esordi
Dopo aver guidato la sua prima macchina, una Darraq 30 HP del padre, a soli 13 anni e aver servito durante la prima guerra mondiale comincia a correre come meccanico della Scuderia Materassi, fondata dall'amico e collega Emilio ed è proprio Materassi ad insegnare a Pintacuda come pilotare una vettura da corsa per vincere. Nel 1926, grazie ad un'eredità del nonno, riesce a comprare un'Alfa Romeo RL SS con la quale corre e vince il Premio Perugino, gara di contorno che anticipa la Coppa della Perugina vera e propria, ottenendo il suo primo successo di rilievo. Con la stessa vettura ottiene alcuni successi nazionali negli anni seguenti e nel 1929 prende parte alla sua prima Mille Miglia, su un'Alfa Romeo 6C 1750 SS Spider Zagato, concludendo con un ottimo decimo posto assoluto in coppia con uno dei fratelli Bornigia.
Negli anni seguenti continua a correre da privato, prendendo parte anche alle successive Mille Miglia e consolidando l'amicizia con Clemente Biondetti, un altro giovane pilota toscano dal radioso futuro, nonostante le sopraggiunte difficoltà economiche e la morte in gara dei due mentori e principali assi della Scuderia, Emilio Materassi, al Gran Premio di Monza 1929, e Gastone Brilli-Peri, al Gran Premio di Tripoli 1930.
Nel 1934 Alfredo Bornigia, già compagno di Pintacuda e concessionario ufficiale Lancia di Roma, gli offre l'occasione di pilotare una Lancia Astura in coppia con Mario Nardilli nel neonato Giro automobilistico d'Italia, o Coppa d'Oro del Littorio in omaggio al governo fascista, una gara di velocità per vetture strettamente di serie. Dopo aver preso parte alla Mille Miglia come test preparatorio, ottenendo un ottimo 10º posto assoluto e la vittoria nella classe turismo oltre 2000 cm³, la coppia parte per la gara intorno alla penisola. Dopo tre tappe e quasi 6 000 chilometri di percorso Pintacuda - Nardilli tagliano il traguardo per primi con quattro minuti di vantaggio sui secondi classificati, l'Alfa Romeo 6C 2300 GT berlinetta di Archimede Rosa e Gianfranco Comotti, e oltre 15 sull'altra Astura della coppia Nino Farina - Ernesto Oneto. Sempre nel 1934 Pintacuda, ancora in coppia con Nardilli, guida la prima delle tre Astura che giungono 2º, 3º e 4º di classe da 2 001 a 3000 cm³ alla 10 ore di Spa (Belgio).

### La chiamata dell'Alfa Romeo

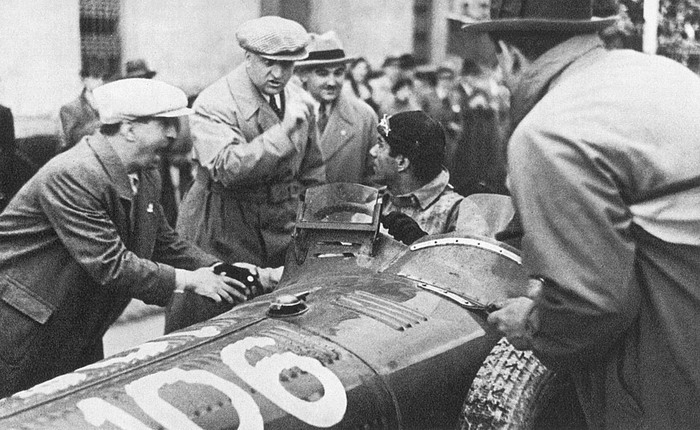
Enzo Ferrari, col cappello in testa, dà le ultime istruzioni a Carlo Maria Pintacuda prima della partenza della Mille Miglia 1935

Grazie a questi risultati di rilievo Pintacuda viene convocato da Enzo Ferrari a Monza per provare l'Alfa Romeo Tipo B "P3" in vista della stagione 1935 e dopo 70 giri di pista ottiene il suo primo vero contratto da pilota professionista con la Scuderia Ferrari. Anche quell'anno, oltre ai gran premi, si corre la Mille Miglia e la Scuderia Ferrari vuole replicare la vittoria dell'anno prima e respingere l'attacco di Achille Varzi, vincitore dell'edizione precedente passato alla Maserati che prepara per lui una 6C-34 Sport, sostanzialmente una monoposto da Gran Premio adattata alla strada. Per farlo Enzo Ferrari, orfano di Tazio Nuvolari che quell'anno non partecipa, decide di schierare anche un'Alfa Romeo Tipo B P3 biposto appositamente modificata per Pintacuda, oltre ai molti esemplari di Alfa Romeo 8C con diversi allestimenti e alle nuove 6C 2300B.

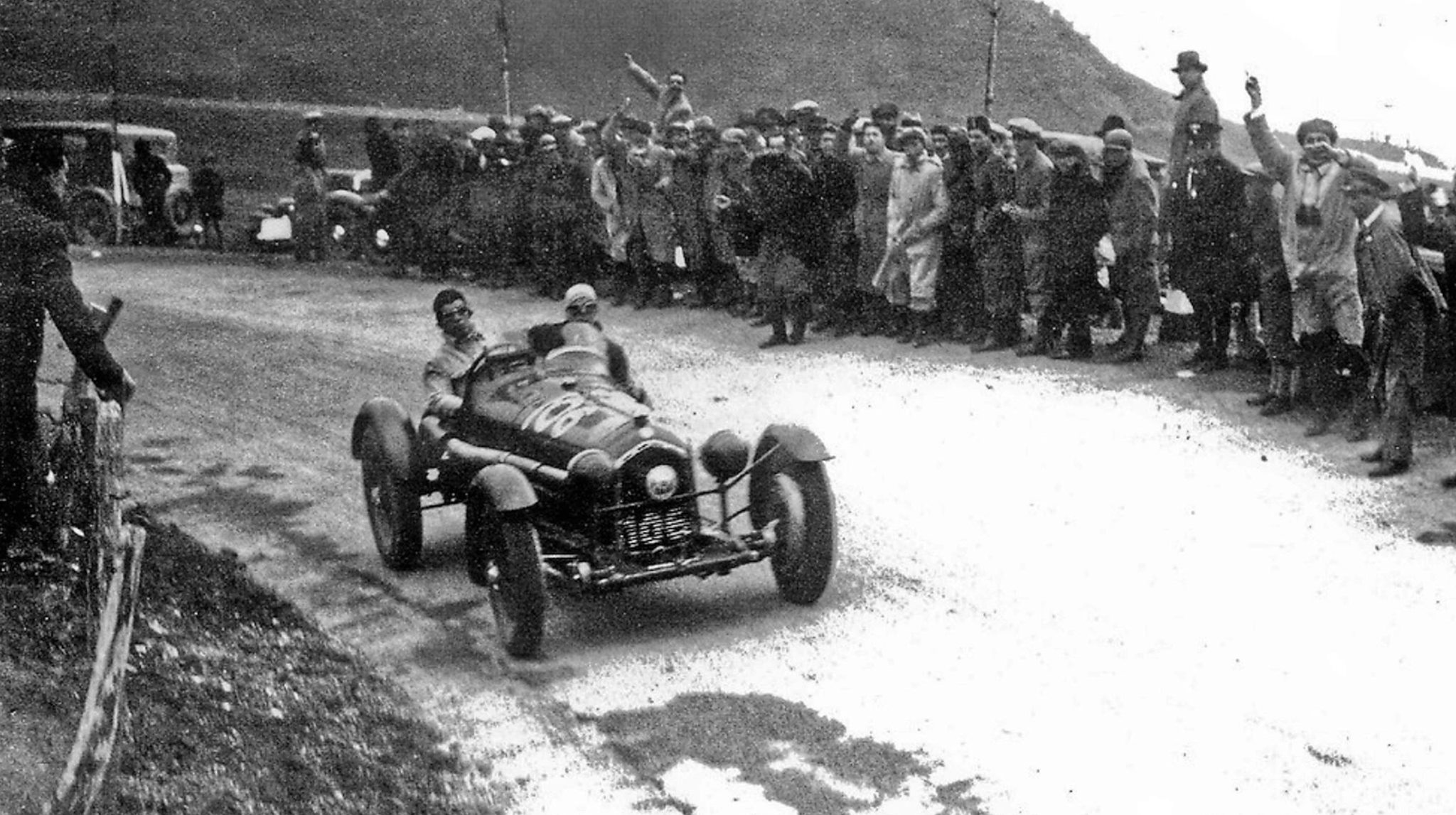
L'Alfa Romeo Tipo B P3 di Pintacuda - dalla Stufa sul Passo della Raticosa durante la cavalcata vincente alla Mille Miglia 1935

Carlo Maria Pintacuda testa a lungo questa strana Tipo B "P3" biposto, dotata di tutto ciò di cui una vettura da pista avesse bisogno per essere ammessa alla circolazione stradale a metà anni '30, e sceglie il marchese Alessandro Dalla Stufa come suo compagno in virtù della corporatura minuta che gli consente di prender posto più agevolmente nel piccolo abitacolo scoperto. Il giorno della gara Pintacuda - dalla Stufa partono molto bene, passano in testa sui passi appenninici della Futa e della Raticosa e arrivano per primi a Firenze mentre Varzi, rallentato a causa di problemi di pressione dell'olio, resiste fino a San Casciano prima di ritirarsi. Da lì in poi l'Alfa Romeo Tipo B P3 biposto di Carlo Maria Pintacuda e del marchese Alessandro Dalla Stufa ottiene via libera e arriva a Brescia per prima dopo 14 ore 4 minuti e 47 secondi alla velocità media di 114,753 chilometri orari, regalando al "Pinta" la sua prima vittoria internazionale.
Nel 1936 Pintacuda prende parte di nuovo alla Mille Miglia sempre con la Scuderia Ferrari, ma stavolta su una delle nuove 8C 2900A spider "botticella" in coppia con Aldo Stefani, raggiungendo solo il terzo posto assoluto a causa di problemi di carburazione. Alla Coppa Ciano dello stesso anno, sul nuovo circuito del Miramare, Carlo Pintacuda prende parte solo al primo giro della corsa perché viene costretto a cedere la sua Alfa Romeo 8C-35 a Tazio Nuvolari, lasciato a piedi dalla sua 12C-36 alla fine del rettilineo di partenza, che però ripaga l'Alfa Romeo e il pilota fiorentino con una vittoria sulle più moderne Mercedes-Benz e Auto Union.

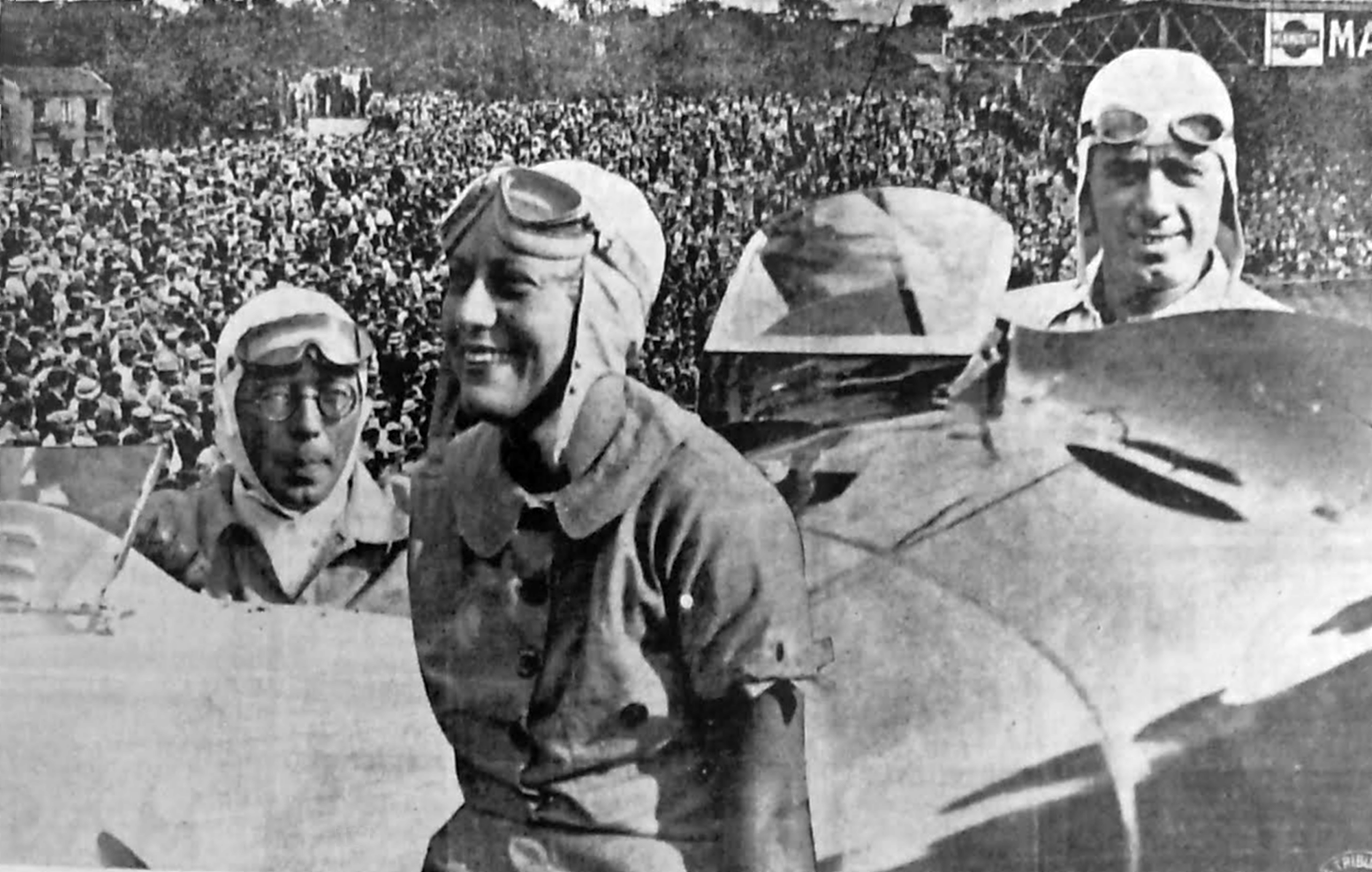
Un fotomontaggio del periodico A Tribuna con i piloti del Gp di San Paolo 1936 Manuel de Teffé (a sinistra), Hellé Nice (al centro) e Pintacuda (a destra)

Sempre nel 1936 Pintacuda giunge quinto assoluto al Gran Premio di Tripoli ottenendo il primo posto tra le Alfa Romeo, grazie al quale la Scuderia Ferrari lo manda in Brasile insieme ad Attilio Marinoni per guidare due 8C 2900 A "botticella" in due gran premi fuori campionato a Rio de Janeiro e San Paolo. A causa di problemi al differenziale nella prima gara entrambi si ritirano ma nella seconda a San Paolo, grazie a due nuovi differenziali arrivati in tempo dall'Italia, Pintacuda è primo e Marinoni secondo, nonostante un tragico incidente occorso alla pilota Hellé Nice che causa 4 morti e 60 feriti.

### La consacrazione definitiva
Dopo la sfortunata edizione 1936 nel 1937 Pintacuda ritorna alla vittoria alla maratona bresciana vincendo la sua seconda Mille Miglia ancora una volta al volante di un'Alfa Romeo 8C 2900 A "botticella" ma stavolta insieme a Paride Mambelli. I due riescono a tagliare il traguardo a Brescia dopo una gara corsa sotto la pioggia, condizione a lui favorevole, solo accodandosi alla vettura gemella dei secondi classificati Antonio "Nino" Farina e Stefano Meazza partiti prima di lui, per via dei fari non funzionanti a causa di un banale guasto elettrico. Inoltre "il Pinta" vincendo la gara transitando per primo a Roma batte anche la tradizione che vuole il primo nella Capitale sconfitto a Brescia.

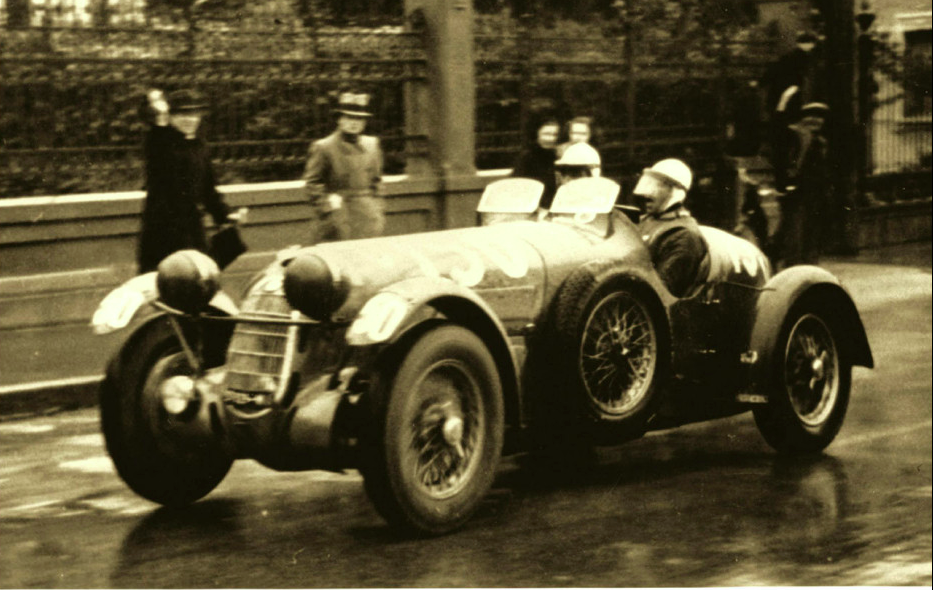
Carlo Maria Pintacuda e Paride Mambelli lungo la via bagnata per la vittoria alla Mille Miglia 1937

Dopo la vittoria bresciana Pintacuda, insieme ad Antonio "Tonin" Brivio, rappresenta la Scuderia Ferrari al GP di Rio de Janeiro sul circuito stretto e tortuoso di Gávea, detto “Trampolín del Diablo”, trampolino del Diavolo. Sotto la pioggia della prima parte della gara la sua agile Alfa Romeo 8C-35 supera la più potente ma meno maneggevole Auto Union Typ C di Hans Stuck e grazie al vantaggio accumulato Pintacuda vince nonostante rimanga senza benzina nel corso dell'ultimo giro e tagli il traguardo per inerzia. Questa è una delle poche volte in cui un'Alfa Romeo ha avuto la meglio sulle Frecce d'Argento. Grazie a questa vittoria il successivo Gran Premio di Monaco parte con buone speranze per Pintacuda ma, a causa di un incidente al primo giro che danneggia seriamente i freni, la gara si conclude con un ultimo posto.
Nel 1938 Carlo Maria Pintacuda prende parte di nuovo alla Mille Miglia, sempre insieme a Paride Mambelli, su una delle quattro nuovissime Alfa Romeo 8C 2900 B MM Spider Touring preparate dall'Alfa Corse, la nuova società guidata sempre da Enzo Ferrari che si occupa di gestire le Alfa Romeo da competizione. Dopo una buona prima frazione a Terni Pintacuda - Mambelli sono quasi costretti al ritiro da una panne all'impianto frenante dando all'Alfa Romeo 8C 2900 B MM Spider Touring dell'amico e compagno Clemente Biondetti e di Aldo Stefani un discreto vantaggio. Dopo aver riparato la macchina Pintacuda si getta all'inseguimento e riesce a risalire fino alla seconda posizione ma non a superare Biondetti, in stato di grazia, e giunge secondo.

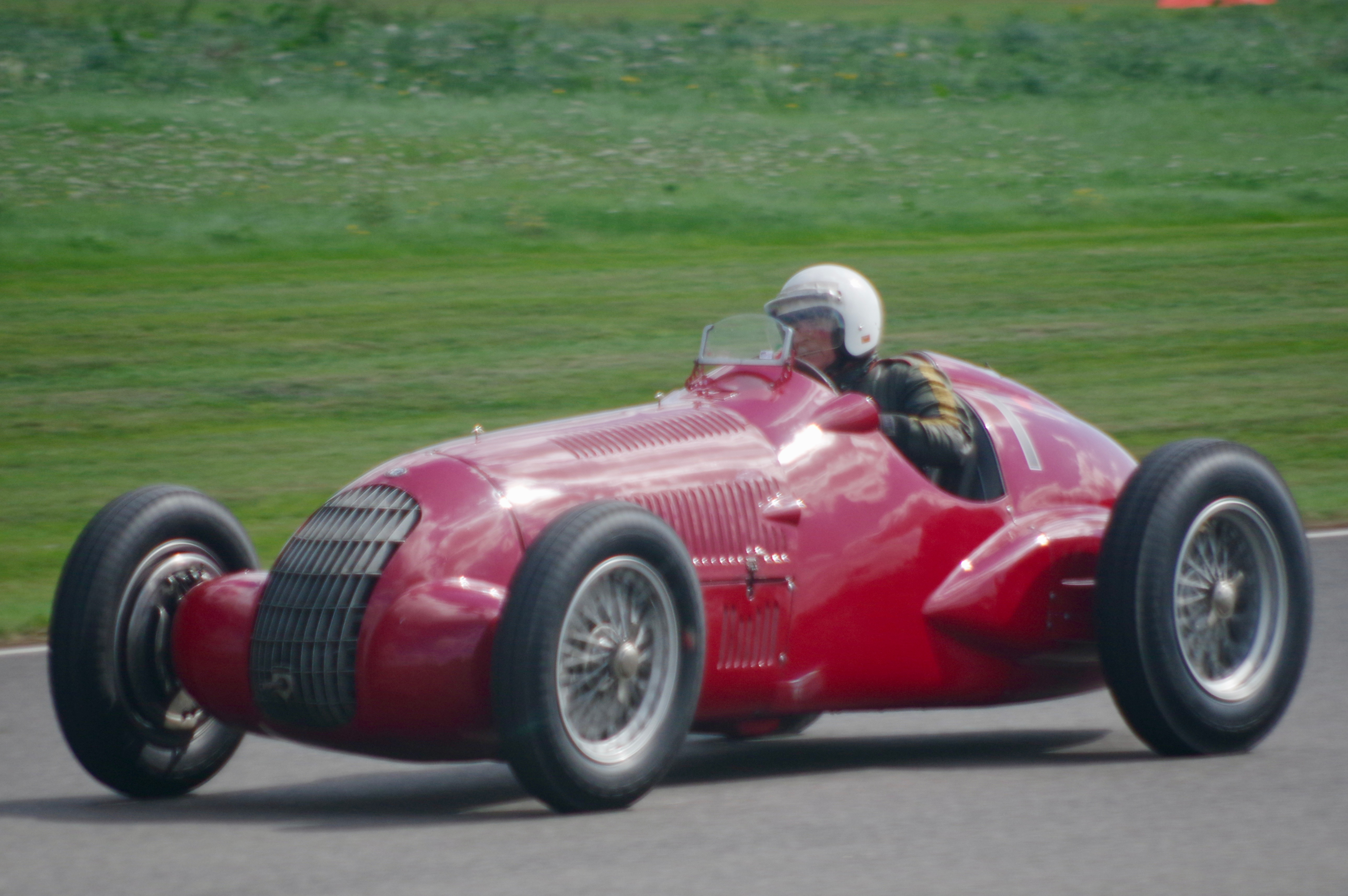
Un'Alfa Romeo Gp Tipo 308 come quella con cui Pintacuda vince il Gp di Rio de Janeiro, qui al Goodwood Revival 2018

Deluso dalla sconfitta viene mandato di nuovo in Brasile, stavolta insieme a Mario Tadini, con due nuove Alfa Romeo Gp tipo 308 dell'Alfa Corse dove vince ancora una volta il Gp di Rio de Janeiro a Gávea. La vittoria è frutto della classe del pilota fiorentino perché, dopo aver sbagliato la partenza ed essere stato superato da tutti i concorrenti, rimonta e supera tutte le vetture fino a raggiungere il primo posto, grazie anche all'arrivo provvidenziale della pioggia. Questa, oltre ad essere la prima vittoria della nuova Gp tipo 308, è la più famosa di Pintacuda perché vincendo ancora sul difficile circuito carioca del “Trampolín del Diablo” diventa un vero idolo dei tifosi locali.
Rientrato in Europa "Il Pinta" partecipa alla 24 Ore di Spa-Francorchamps insieme a Francesco Severi su un'Alfa Romeo 8C 2900 B MM Spider Touring preparata dall'Alfa Corse, vincendo dopo gran parte della gara disputata sotto la pioggia.
Nel 1939 Pintacuda si occupa dello sviluppo della nuova vetturetta Alfa Romeo, la 158 Alfetta, che debitamente evoluta otterrà la vittoria dei primi due campionati del mondo di Formula 1 nel biennio 1950-51. Su quest'auto il pilota fiorentino disputa solo il Gran Premio di Tripoli 1940, dove giunge 4º per un guasto al motore superato da tre compagni di squadra su altrettante vetture gemelle.

### Il dopoguerra e il ritiro in Argentina
Nel 1946, dopo la guerra che ha interrotto tutte le competizioni motoristiche, Carlo Maria Pintacuda ritorna alle competizioni al Gp di Rio de Janeiro 1946. Prima prova a portare in Brasile un'Alfa Romeo 158 ma alla fine si deve accontentare di una Maserati 4CL, offertagli da Enrico Platé, ma alla fine, a causa di problemi di salute, non riesce a prender parte a nessuna corsa.
Dopo essersi ristabilito nel 1947 si reca a Buenos Aires, in Argentina, dove lo aspettano Piero Dusio e una nuova Cisitalia D46 per correre la Temporada Argentina di Formula Libera. Dopo solo un paio di giri di pista Pintacuda capisce che è il momento giusto per ritirarsi definitivamente e decide di stabilirsi Buenos Aires. Dopo il ritiro dalle corse apre una piccola fabbrica di manufatti in ceramica e un negozio di antiquariato chiamato La Spiga che gestisce fino alla sua morte, giunta nel 1971 a 70 anni di età.

## Palmarès[12]
- Premio Perugino 1926 (Alfa Romeo RL SS)
- Mille Miglia 1935 (Alfa Romeo Tipo B "P3", con il marchese Alessandro dalla Stufa)
- Coppa Ciano 1936 (Alfa Romeo 8C-35, gara vinta in cooperazione con Tazio Nuvolari)
- Gran Premio di San Paolo 1936 (Alfa Romeo 8C 2900 A "botticella")
- Mille Miglia 1937 (Alfa Romeo 8C 2900 A "botticella", con Paride Mambelli)
- Gran Premio di Rio de Janeiro 1937 (Alfa Romeo 8C-35)
- Gran Premio di Rio de Janeiro 1938 (Alfa Romeo Gp tipo 308)
- 24 Ore di Spa 1938 (Alfa Romeo 8C 2900 B MM Spider Touring, con Francesco Severi)

Pintacuda è stato socio onorario del Club 1000 Miglia, che raduna le personalità più importanti legate alla corsa.